# タカオー
タカオーは日本の競走馬、種牡馬。1955年春の天皇賞などに優勝。月間平均3走というペースで出走を続けた頑健さから、「走る精密器械」との異名を取った。同郷、同父の同期馬にダイナナホウシュウがおり、同馬ほかとともに中央競馬の連勝タイ記録を保持する一頭である。引退後は種牡馬としてビルマ（現:ミャンマー）に輸出された。

## 経歴
1951年、北海道伊達市の飯原農場に生まれる。父シーマーは1948年春の天皇賞優勝馬。同場の経営者・飯原盛作はスパルタ方式で馬を育成したことで知られ、タカオーは同期のタマサン（後のダイナナホウシュウ）と共に厳しい鍛錬を課され、頑健な体質を身に付けた。しかし馬体の成長は阻害され、タマサンともども体高（キ甲＝首と背の境から足元まで）は5尺1寸（約154.5cm）と、当時としても小柄な馬体をもって競走馬となった。

### 戦績

#### 3歳（1953年）
競走年齢の3歳となった1953年7月、福島開催の新馬戦でデビュー、3戦目で初勝利を挙げる。その4日後に優勝戦も制した後、所属厩舎のある東京競馬場に入ると、緒戦のオープン戦を6馬身差で勝利。続く優勝戦では2着と敗れたが、以後連戦連勝を続け、12月13日には関東の3歳王者戦・朝日盃3歳ステークスを迎える。当日は8戦6勝という成績で臨んでいたカネリューが1番人気に支持され、タカオーは前走で同馬を退けていたにもかかわらず、小柄な馬体が嫌われて2番人気となった。しかしレースでは逃げたカネリューを見る形で好位を進むと、直線で失速した同馬を一気に交わして独走態勢となり、2着ゴールデンゲートに3馬身半差を付けての圧勝を収めた。

#### 4歳（1954年）
翌1954年も正月3日の初開催から始動。オープン戦勝利から、クラシック初戦の皐月賞に向けて連勝を続ける。4月4日、通算17戦目となるオープン戦勝利に至り、クリフジ、トサミドリ、ウイザートに続く11連勝を達成。そして4月18日、新記録の12連勝を懸け、本命馬として皐月賞に臨んだ。本競走で、関西に入厩していたダイナナホウシュウと初対戦となる。ダイナナホウシュウもまたデビュー以来の10連勝を続けており、同郷の東西両雄対決と注目された。当日の単勝人気はタカオー1番人気、ダイナナホウシュウ2番人気の順であったが、投じられた票数は4799対4668と、ごく僅差であった。スタートが切られるとダイナナホウシュウが先頭に立って馬群を先導、タカオーは先行集団の中を進んだ。最終コーナーにかけてタカオーは先頭を窺い進出して行ったが、直線に入りダイナナホウシュウがタカオー以下を突き放し、2着オーセイに8馬身差の圧勝。タカオーは失速し、13馬身余り離された4着に終わった。タカオーは重馬場上手の馬と見られていたが、競走後、高橋英夫は敗因として重馬場に手間取っていたと述べた。
続いて東京優駿（日本ダービー）を控え、トライアル競走のNHK盃に出走。再度の対戦となったダイナナホウシュウから離れた3番人気と評価を落としたが、スタートで出遅れた同馬を3着に退け、皐月賞の雪辱を果たす。次走のオープン戦にも勝利して東京優駿に臨み、当日はダイナナホウシュウに次ぐ2番人気に支持された。レースは重馬場の中を好位追走から、直線でダイナナホウシュウを交わして先頭に立った。しかし直後に重馬場得意のゴールデンウエーブに大外から交わされ、同馬から3馬身差の2着に終わった。
競走後、秋に備えて休養に入ったダイナナホウシュウに対し、タカオーは休みなく出走を続け、ダービー2週間後のオープン戦から8月15日の函館記念まで、3ヶ月足らずの間に9戦6勝という成績で進み、函館記念では66kgの斤量を背負いながら、コースレコードで走破した。しかし秋に入ると調子を落として連敗し、秋シーズン5戦目に出走したクラシック最後の一冠・菊花賞（11月23日）は、勝ったダイナナホウシュウから約7馬身差の4着に終わった。その後は次走の中山特別に勝利、年末のクモハタ記念を2着として4歳シーズンを終える。年頭の初開催から年末の最終開催までを走破し、当年のみで26戦15勝という成績を残した。

#### 5-7歳（1955-1957年）

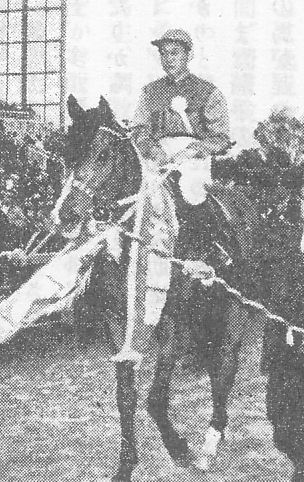
天皇賞優勝時

古馬となった1955年も初開催から始動、ニューイヤーステークスを4着とした後、徐々に復調し、4月29日に天皇賞（春）を迎えた。ダイナナホウシュウが脚部不安のため出走しておらず、当日は1番人気に支持されると、2着セカイイチに4馬身差・コースレコードで圧勝し、八大競走初制覇と同一競走父子制覇を果たした。
次走の東京盃も連勝したが、続くオープン2戦ではそれぞれ72kg、70kgという斤量で4、2着と敗れた。タカオーはすでに一般競走では70kgを超える斤量が不可避となっており、また、当時の天皇賞は一度勝利すると出走権を失う「勝ち抜け制」であったため、目標とするレースもなくなっていた。このため、タカオーはこれを最後に中央競馬の競走登録を抹消し、公営南関東競馬に移籍した。天皇賞優勝馬の地方転出は物議を醸したが、小柄な馬体が嫌われて種牡馬としての受け入れ先がないといった事情もあった。
地方ではA級に編入されたが、往時の能力を発揮することはできず、7歳までに18戦4勝。最後は大井競馬のB級特別戦を制して競走生活を終えた。天皇賞を含む13戦で手綱を執った古山良司によれば、天皇賞当時すでにタカオーの状態は「すっかりガタガタ」だったという。

### 引退後
引退後はビルマ（ミャンマー）に種牡馬として寄贈された。当時ビルマの競馬には体高制限があり、小柄なタカオーが適格と判断されたものだった。しかし、1962年に同国でネ・ウィンによる軍事クーデターが起こり、以後の混乱の中でタカオーの消息は不明となった。

## 全成績
| 年月日 | 年月日 | 年月日 | 開催場 | 競走名        | 頭数 | 人気 | 着順 | 距離（状態）  | タイム  | 着差    | 騎手       | 斤量 [kg] | 勝ち馬/（2着馬）     |
| ------ | ------ | ------ | ------ | ------------- | ---- | ---- | ---- | ------------- | ------- | ------- | ---------- | --------- | -------------------- |
| 1953.  | 07.    | 18     | 福島   | 新馬          | 5    | 5    | 3着  | 芝0800m（良） |         |         | 古山良司   | 51        | ゴールデンゲート     |
|        | 07.    | 25     | 福島   | 新馬          | 3    | 1    | 2着  | 芝0800m（重） |         | クビ    | 古山良司   | 51        | グローブタカヨシ     |
|        | 07.    | 29     | 福島   | 新馬          | 5    | 1    | 1着  | 芝0800m（良） | R0:49.0 | ハナ    | 大久保末吉 | 51.5      | （セルテート）       |
|        | 08.    | 02     | 福島   | 優勝          | 5    | 2    | 1着  | 芝1000m（不） | R1:02.1 | 3 1/2身 | 高橋英夫   | 51        | （サツマムスメ）     |
|        | 09.    | 13     | 東京   | オープン      | 5    | 2    | 1着  | 芝1000m（不） | R1:01.2 | 6身     | 古山良司   | 51        | （ゴールデンゲート） |
|        | 10.    | 04     | 東京   | 優勝          | 10   | 2    | 2着  | 芝1200m（良） |         | クビ    | 古山良司   | 51        | ハマウタ             |
|        | 10.    | 17     | 中山   | オープン      | 11   | 1    | 1着  | 芝1000m（良） | R1:01.2 | 1 1/2身 | 古山良司   | 51        | （アサゴー）         |
|        | 11.    | 01     | 中山   | 優勝          | 7    | 1    | 1着  | 芝1100m（良） | R1:08.0 | 1/2身   | 古山良司   | 51        | （ホマレオー）       |
|        | 11.    | 15     | 東京   | オープン      | 11   | 2    | 1着  | 芝1200m（良） | R1:13.1 | 3身     | 古山良司   | 52        | （ハマウタ）         |
|        | 12.    | 05     | 中山   | オープン      | 5    | 2    | 1着  | 芝1100m（稍） | R1:08.2 | 1 1/2身 | 高橋英夫   | 53        | （カネリュー）       |
|        | 12.    | 13     | 中山   | 朝日盃三歳S   | 11   | 2    | 1着  | 芝1100m（良） | R1:07.4 | 3 1/2身 | 高橋英夫   | 52        | （ゴールデンゲート） |
| 1954.  | 01.    | 03     | 中山   | オープン      | 5    | 1    | 1着  | 芝1100m（不） | R1:10.1 | ハナ    | 高橋英夫   | 55        | （グローブタカヨシ） |
|        | 01.    | 23     | 中山   | オープン      | 3    | 1    | 1着  | 芝1100m（稍） | R1:10.1 | 1/2身   | 浅野武志   | 55        | （セルテート）       |
|        | 03.    | 07     | 中山   | 優勝          | 5    | 1    | 1着  | 芝1700m（不） | R1:57.1 | 6身     | 高橋英夫   | 57        | （サツマムスメ）     |
|        | 03.    | 14     | 東京   | オープン      | 6    | 1    | 1着  | 芝1600m（良） | R1:40.1 | 4身     | 小林総介   | 55        | （ゴールデンゲート） |
|        | 03.    | 21     | 東京   | スプリングS   | 5    | 1    | 1着  | 芝1800m（良） | R1:53.1 | 1 1/4身 | 高橋英夫   | 54        | （ハマウタ）         |
|        | 04.    | 04     | 中山   | オープン      | 5    | 1    | 1着  | 芝1800m（良） | R1:54.2 | 2身     | 小林総介   | 57        | （メイヂホマレ）     |
|        | 04.    | 18     | 中山   | 皐月賞        | 13   | 1    | 4着  | 芝2000m（不） |         |         | 高橋英夫   | 57        | ダイナナホウシュウ   |
|        | 05.    | 05     | 東京   | NHK盃         | 11   | 3    | 1着  | 芝2000m（良） | R2:05.1 | クビ    | 高橋英夫   | 57        | （ミネマサ）         |
|        | 05.    | 15     | 東京   | オープン      | 8    | 1    | 1着  | 芝1800m（稍） | R1:55.4 | 1 3/4身 | 小林総介   | 59        | （カズチカラ）       |
|        | 05.    | 23     | 東京   | 東京優駿      | 18   | 2    | 2着  | 芝2400m（稍） |         | 3身     | 高橋英夫   | 57        | ゴールデンウエーブ   |
|        | 06.    | 06     | 東京   | 優勝          | 5    | 1    | 1着  | 芝1800m（重） | R1:57.2 | クビ    | 古山良司   | 62        | （メイヂホマレ）     |
|        | 06.    | 13     | 中山   | 特ハン        | 7    | 2    | 2着  | 芝1800m（良） |         | クビ    | 古山良司   | 59        | トキノメイヂ         |
|        | 06.    | 19     | 中山   | オープン      | 5    | 2    | 1着  | 芝2000m（良） | R2:05.4 | 4身     | 小林総介   | 63        | （タカニシキ）       |
|        | 07.    | 04     | 中山   | 優勝          | 6    | 1    | 3着  | 芝2000m（良） |         |         | 小林総介   | 63        | ホマレオー           |
|        | 07.    | 14     | 福島   | オープン      | 5    | 1    | 1着  | 芝1800m（稍） | R1:58.1 | 1 1/4身 | 小林総介   | 64        | （マイルービー）     |
|        | 07.    | 18     | 福島   | 福島記念      | 9    | 3    | 4着  | 芝2000m（重） |         |         | 高橋英夫   | 65        | ビクトリー           |
|        | 07.    | 25     | 福島   | 優勝          | 7    | 1    | 1着  | 芝1800m（良） | R1:52.1 | 2身     | 小林総介   | 64        | （トキノメイヂ）     |
|        | 08.    | 07     | 函館   | オープン      | 6    | 1    | 1着  | 芝1800m（良） | R1:53.3 | 2 1/2身 | 小林総介   | 65        | （マイルービー）     |
|        | 08.    | 15     | 函館   | 函館記念      | 9    | 2    | 1着  | 芝2400m（良） | R2:33.1 | クビ    | 浅野武志   | 66        | （ダイコロンブス）   |
|        | 09.    | 25     | 東京   | オープン      | 4    | 2    | 2着  | 芝2000m（良） |         | クビ    | 渡辺安三   | 65        | ミネノスガタ         |
|        | 10.    | 03     | 東京   | 毎日王冠      | 5    | 2    | 5着  | 芝2500m（良） |         |         | 浅野武志   | 56        | ハクリョウ           |
|        | 10.    | 24     | 中山   | 特ハン        | 9    | 1    | 2着  | 芝1800m（良） |         | 2 1/2身 | 古山良司   | 65        | トキノメイヂ         |
|        | 11.    | 14     | 京都   | 特ハン        | 9    | 5    | 4着  | 芝2200m（良） |         |         | 服部正利   | 66        | ミツサクラ           |
|        | 11.    | 23     | 京都   | 菊花賞        | 9    | 4    | 4着  | 芝3000m（良） |         |         | 近藤武夫   | 57        | ダイナナホウシュウ   |
|        | 12.    | 19     | 中山   | 中山特別      | 11   | 7    | 1着  | 芝2400m（良） | R2:33.1 | 1 1/4身 | 浅野武志   | 64        | （ホマレオー）       |
|        | 12.    | 26     | 中山   | クモハタ記念  | 13   | 1    | 2着  | 芝2000m（良） |         | 1 1/4身 | 浅野武志   | 64        | オーセイ             |
| 1955.  | 01.    | 03     | 中山   | ニューイヤーS | 13   | 4    | 4着  | 芝1800m（良） |         |         | 浅野武志   | 66        | トキノメイヂ         |
|        | 01.    | 16     | 中山   | 金盃          | 10   | 7    | 2着  | 芝2600m（良） |         | 2 1/2身 | 浅野武志   | 65        | ハクリョウ           |
|        | 03.    | 06     | 東京   | 特ハン        | 10   | 5    | 1着  | 芝1800m（稍） | R1:52.3 | 1 1/4身 | 古山良司   | 66        | （イダテン）         |
|        | 03.    | 27     | 東京   | 優勝          | 6    | 2    | 1着  | 芝1800m（重） | R1:56.2 | 3/4身   | 浅野武志   | 66        | トキノメイヂ         |
|        | 04.    | 16     | 京都   | オープン      | 5    | 3    | 3着  | 芝2000m（不） |         |         | 粕谷重雄   | 68        | セカイイチ           |
|        | 04.    | 29     | 京都   | 天皇賞（春）  | 11   | 1    | 1着  | 芝3200m（良） | R3:22.3 | 4身     | 古山良司   | 58        | （セカイイチ）       |
|        | 05.    | 15     | 東京   | 東京盃        | 6    | 1    | 1着  | 芝2400m（良） | R2:30.1 | 1 1/2身 | 古山良司   | 60        | （トキノメイヂ）     |
|        | 05.    | 28     | 東京   | オープン      | 6    | 1    | 2着  | 芝2000m（良） |         | 2 1/2身 | 小野定夫   | 72        | クリチカラ           |
|        | 06.    | 11     | 東京   | オープン      | 6    | 2    | 4着  | 芝1800m（良） |         |         | 柴田欽也   | 70        | ハヤオー             |
|        | 07.    | 01     | 大井   | AB1特別       | 6    | 1    | 3着  | ダ1800m（良） |         |         | 須田茂     | 63        | キヨストロング       |
|        | 07.    | 10     | 川崎   | 川崎記念      | 7    | 2    | 5着  | ダ2200m（良） |         |         | 須田茂     | 61        | イチサキホマレ       |
|        | 10.    | 04     | 大井   | オープン特別  | 9    | 3    | 1着  | ダ1800m（良） | R1:54.0 |         | 須田茂     | 61        | （ハクゲキ）         |
|        | 10.    | 25     | 浦和   | 浦和記念      | 6    | 1    | 1着  | ダ2000m（良） | R2:08.0 |         | 須田茂     | 62        | （トキノダイゴ）     |
|        | 10.    | 30     | 大井   | オープン特別  | 10   | 1    | 5着  | ダ2000m（良） |         |         | 須田茂     | 63        | フェアシンボル       |
|        | 11.    | 20     | 大井   | オープン特別  | 7    | 1    | 3着  | ダ2000m（良） |         |         | 須田茂     | 63        | ブゼントシユキ       |
| 1956.  | 05.    | 23     | 船橋   | 金の鞍        | 6    |      | 3着  | ダ2000m（稍） |         |         | 須田茂     | 54        | イチヨシノ           |
|        | 06.    | 10     | 大井   | オープン特別  | 8    | 2    | 4着  | ダ1800m（良） |         |         | 須田茂     | 54        | ブゼントシユキ       |
|        | 06.    | 27     | 大井   | 大井記念      | 10   | 1    | 8着  | ダ2400m（良） |         |         | 須田茂     | 53        | ブゼントシユキ       |
|        | 07.    | 15     | 川崎   | 川崎記念      | 9    | 1    | 6着  | ダ2200m（良） |         |         | 須田茂     | 52        | カネエイカン         |
|        | 07.    | 26     | 船橋   | 金の鞍        | 6    | 3    | 5着  | ダ2000m（良） |         |         | 須田茂     | 53        | スヰートハート       |
|        | 08.    | 05     | 大井   | A2下特別      | 6    | 3    | 1着  | ダ1800m（良） | R1:54.3 |         | 須田茂     | 52        | （ナンシーシャイン） |
|        | 08.    | 19     | 大井   | A2下特別      | 8    | 1    | 5着  | ダ1800m（良） |         |         | 須田茂     | 57        | ナンシーシャイン     |
|        | 09.    | 02     | 大井   | オープン特別  | 4    | 3    | 3着  | ダ1800m（良） |         |         | 須田茂     | 53        | オートネ             |
| 1957.  | 04.    | 24     | 大井   | 特ハン        | 12   | 8    | 2着  | ダ1800m（重） |         |         | 曽根和一   | 55        | ヒロホマレ           |
|        | 05.    | 03     | 大井   | 特ハン        | 5    | 1    | 2着  | ダ1800m（良） |         |         | 須田茂     | 54        | ヒロホマレ           |
|        | 05.    | 11     | 川崎   | C1・C2特別    | 5    | 1    | 2着  | ダ1700m（良） |         |         | 須田茂     | 57        | タカギク             |
|        | 05.    | 16     | 大井   | B1・B2特別    | 7    | 1    | 1着  | ダ1800m（良） | R1:56.0 |         | 須田茂     | 54        | ヒロホマレ           |

- タイム欄のRはレコード勝ちを示す。

## 血統表
| タカオーの血統The Tetrarch系 / 4代までアウトブリード | タカオーの血統The Tetrarch系 / 4代までアウトブリード | タカオーの血統The Tetrarch系 / 4代までアウトブリード | （血統表の出典）            | （血統表の出典）            |
| 父 シーマー 1944 鹿毛 日本                           | 父の父*セフト Theft 1932 鹿毛 イギリス               | Tetratema                                            | The Tetrarch                | The Tetrarch                |
| 父 シーマー 1944 鹿毛 日本                           | 父の父*セフト Theft 1932 鹿毛 イギリス               | Tetratema                                            | Scotch Gift                 |                             |
| 父 シーマー 1944 鹿毛 日本                           | 父の父*セフト Theft 1932 鹿毛 イギリス               | Voleuse                                              | Volta                       | Volta                       |
| 父 シーマー 1944 鹿毛 日本                           | 父の父*セフト Theft 1932 鹿毛 イギリス               | Voleuse                                              | Sun Worship                 |                             |
| 父 シーマー 1944 鹿毛 日本                           | 父の母秀調 1936 黒鹿毛 日本                          | 大鵬                                                 | *シアンモア                 | *シアンモア                 |
| 父 シーマー 1944 鹿毛 日本                           | 父の母秀調 1936 黒鹿毛 日本                          | 大鵬                                                 | *フリッパンシー             |                             |
| 父 シーマー 1944 鹿毛 日本                           | 父の母秀調 1936 黒鹿毛 日本                          | 英楽                                                 | *チャペルブラムプトン       | *チャペルブラムプトン       |
| 父 シーマー 1944 鹿毛 日本                           | 父の母秀調 1936 黒鹿毛 日本                          | 英楽                                                 | 慶歌                        |                             |
| 母 タカマサ 1944 栗毛 日本                           | 母の父クモハタ 1936 栗毛 日本                        | *トウルヌソル Tournesol                              | Gainsborough                | Gainsborough                |
| 母 タカマサ 1944 栗毛 日本                           | 母の父クモハタ 1936 栗毛 日本                        | *トウルヌソル Tournesol                              | Soliste                     |                             |
| 母 タカマサ 1944 栗毛 日本                           | 母の父クモハタ 1936 栗毛 日本                        | *星旗 Fairy Maiden                                   | Gnome                       | Gnome                       |
| 母 タカマサ 1944 栗毛 日本                           | 母の父クモハタ 1936 栗毛 日本                        | *星旗 Fairy Maiden                                   | Tuscan Maiden               |                             |
| 母 タカマサ 1944 栗毛 日本                           | 母の母ベルモント 1935 鹿毛 日本                      | *アスフォード Athford                                | Blandford                   | Blandford                   |
| 母 タカマサ 1944 栗毛 日本                           | 母の母ベルモント 1935 鹿毛 日本                      | *アスフォード Athford                                | Athasi                      |                             |
| 母 タカマサ 1944 栗毛 日本                           | 母の母ベルモント 1935 鹿毛 日本                      | チェロキー                                           | *ダイヤモンドウェッディング | *ダイヤモンドウェッディング |
| 母 タカマサ 1944 栗毛 日本                           | 母の母ベルモント 1935 鹿毛 日本                      | チェロキー                                           | *スクールベル F-No.A39      |                             |

母の従弟に1958年春の天皇賞優勝馬トサオーがいる。母系はアメリカンナンバーと呼ばれる北米由来の系統であり、祖先の正確な素性は詳らかでない。